# Pantano de sangre
Pantano de sangre es una novela de Douglas Preston y Lincoln Child publicada en 2010 por Grand Central Publishing en lengua inglesa. En España fue publicada por Plaza y Janés. Es del décimo libro de la saga Pendergast y el primero de la Trilogía de Helen.

## Argumento
Mientras visita su casa familiar en Nueva Orleans, el agente Aloysius Pendergast descubre casualmente pistas de que la muerte de su mujer Helen por el ataque de un león cuando hacían un safari por África no fue un accidente. Ayudado por su amigo Vincent D'Agosta comienzan su investigación en el museo del célebre pintor y naturalista John James Audubon, ya que antes del safari Helen estaba buscando un cuadro desaparecido que este pintó mientras estaba enfermo. Poco a poco Pendergast se da cuenta de que su mujer guardaba muchos secretos y que estaba implicada en un siniestro experimento farmacéutico cuyos responsables se ocultan en lo más profundo de los pantanos de Luisiana.